# بی‌خواب در سیاتل
بی‌خواب در سیاتل (انگلیسی: Sleepless in Seattle) فیلمی در ژانر کمدی رمانتیک به کارگردانی نورا افرون است که در سال ۱۹۹۳ به نمایش درآمد.

## چکیده داستان
آنی رید، روزنامه‌نگار بالتیمور، هنگامی که در رادیو داستان زندگی سام بالدوین معمار سیاتل را می‌شنود که از زمان مرگ همسرش به تنهایی با پسرش جونا زندگی کرده، و قادر به پذیرفتن مرگ زنش و بیرون آمدن از سوگ او نیست، متأثر می‌شود. آنی که از این داستان متأثر شده، علی‌رغم نزدیکی ازدواجش با والتر، و فاصله بین سیاتل و بالتیمور سعی می‌کند با سام ارتباط برقرار کند. و این آغاز مسابقه عشق است…

## مشروح داستان
سم بالدویـن، معمار ساکن شیکاگو که به‌تازگی همسرش را از دست داده، برای آغاز زندگی تازه همراه با پسر هشت‌ساله‌اش، جونا، به سیاتل نقل مکان می‌کند. یک سال بعد، در شب کریسمس، جونا با یک برنامهٔ زندهٔ رادیویی سراسری تماس می‌گیرد و پدرش را که ابتدا بی‌میل است، راضی می‌کند دربارهٔ دلتنگی‌اش برای همسرش، مگی، صحبت کند. سم می‌گوید چگونه در نخستین تماس دست با او، فهمیده که «آن زن» زندگی‌اش را یافته است. هزاران زن در سراسر کشور این برنامه را می‌شنوند و تحت‌تأثیر داستان او قرار گرفته و برایش نامه می‌نویسند.
یکی از این شنوندگان، انی رید، خبرنگار روزنامهٔ سان بالتیمور است. او با مردی به نام والتر نامزد کرده، اما احساس می‌کند چیزی در رابطه‌شان کم است. پس از تماشای فیلم ماجرایی برای به یاد سپردن، انی تصمیم می‌گیرد نامه‌ای به سم بنویسد و پیشنهاد کند در روز ولنتاین بر فراز آسمان‌خراش امپایر استیت ملاقات کنند. او در نهایت نامه را نمی‌فرستد، اما دوست و سردبیرش، بکی، آن را به‌جای او پست می‌کند و بعدها قبول می‌کند که انی را برای تهیهٔ گزارشی دربارهٔ سم به سیاتل بفرستد، پس از آنکه انی اطلاعاتی دربارهٔ سم از یک آژانس کارآگاهی به‌دست می‌آورد.
سم شروع به قرار گذاشتن با همکارش، ویکتوریا، می‌کند، اما جونا به‌شدت از او بدش می‌آید. وقتی جونا نامهٔ انی را می‌خواند، حس می‌کند که او «همان زن» است، ولی نمی‌تواند پدرش را راضی کند تا در نیویورک با انی دیدار کند. دوست جونا، جسیکا، که مادرش آژانس مسافرتی دارد، او را تشویق می‌کند تا پاسخی به انی بدهد و با دیدار در نیویورک موافقت کند.
وقتی سم ویکتوریا را به فرودگاه می‌برد، انی را در حال پیاده شدن از هواپیما می‌بیند و بی‌آنکه بداند او کیست، مجذوبش می‌شود. بعدها انی به‌صورت پنهانی سم و جونا را می‌بیند که با هم در ساحل بازی می‌کنند. روز بعد، انی به خانهٔ قایقی سم می‌رود. از آن سوی خیابان، خواهر سم، سوزی را می‌بیند و اشتباهاً فکر می‌کند او نامزد سم است. در همین لحظه، یک خودرو نزدیک است که به او برخورد کند و بوق می‌زند. سم که انی را در فرودگاه دیده بود، او را می‌شناسد و سلام می‌کند. انی هم سلام می‌کند و به‌سرعت می‌رود. پس از بازگشت به بالتیمور، انی برای دیدار با والتر در روز ولنتاین به نیویورک می‌رود، در حالی‌که سعی دارد خودش را قانع کند این سفر اشتباه بوده است.
با کمک جسیکا، جونا پروازی به نیویورک رزرو می‌کند و برای دیدار با انی در روز ولنتاین به آسمان‌خراش امپایر استیت می‌رود. وقتی سم متوجه ناپدید شدن او می‌شود، قرارش را کنسل کرده و از جسیکا محل او را می‌پرسد.
سم بلافاصله به‌دنبال پسرش می‌رود و او را بر فراز آسمان‌خراش می‌یابد. در همین حال، انی از رستورانی که با والتر در آن غذا می‌خورد، آسمان‌خراش را می‌بیند. او شک خود را با والتر در میان می‌گذارد، داستان تماس رادیویی شب کریسمس و آنچه رخ داده را بازگو می‌کند و با توافق، نامزدی‌شان را پایان می‌دهند. انی با عجله به سوی ساختمان امپایر می‌رود، اما دقیقاً زمانی به سکوی دید می‌رسد که سم و جونا از آسانسور پایین می‌روند.
انی کوله‌پشتی جونا را پیدا می‌کند. وقتی سم و جونا برای برداشتن آن بازمی‌گردند، سم دوباره انی را می‌شناسد. پس از معرفی همگی، انی دست سم را می‌گیرد و سه‌تایی با هم محل را ترک می‌کنند، در حالی‌که جونا با لبخند هنگام بسته شدن در آسانسور به آن‌ها نگاه می‌کند.

## جوایز فیلم
این فیلم در فهرست ۱۰ فیلم برتر تاریخ سینما در ۱۰ ژانر به انتخاب بفتا جز ۱۰ فیلم برتر در ژانر کمدی رمانتیک انتخاب شد.
- نامزد اسکار بهترین فیلمنامه اورجینال
- نامزد اسکار بهترین ترانه
- نامزد گلدن گلوب بهترین فیلم کمدی یا موزیکال
- نامزد گلدن گلوب بهترین بازیگر نقش اول مرد فیلم کمدی یا موزیکال
- نامزد بفتای بهترین فیلمنامه اورجینال

## بازیگران
- تام هنکس
- مگ رایان
- بیل پولمن
- راس مالینگر
- روزی اودانل
- ویکتور گاربر
- ریتا ویلسون
- کاری لوول
- دیوید هاید پیرس
- راب رینر
- جان بویلان